# Amanao
Amanao es una localidad de la provincia argentina de Catamarca, dentro del Departamento Andalgalá.

## Población
Cuenta con 29 habitantes (Indec, 2010), lo que representa un descenso del 39% frente a los 48 habitantes (Indec, 2001) del censo anterior.
| Gráfica de evolución demográfica de Amanao entre 1991 y 2010 |
|                                                              |
| Fuente: Censos nacionales del INDEC                          |